# On l'appelait Roda
Pour plus de détails, voir Fiche technique et Distribution.
On l'appelait Roda est un film documentaire français réalisé par Charlotte Silvera et sorti en 2018.

## Synopsis
Des compositeurs, interprètes et proches rendent hommage à Étienne Roda-Gil (1941-2004), parolier qui se présentait comme un « poète industriel ».

## Fiche technique
- Titre : On l'appelait Roda
- Réalisation : Charlotte Silvera
- Photographie : Olivier Avellana, David Serfati, Nicolas Fauvel, Joachim de Léon Radu, Antoine Rivière, Sam Evans, Thibaut Ras et Charlotte Silvera
- Son : Romain Sourisseau
- Montage : Valentine Borland et Pascal Revelard
- Production : Liberté Films
- Pays d'origine :  France
- Genre : documentaire
- Durée : 97 minutes
- Date de sortie : France - 31 octobre 2018

## Distribution
- Julien Clerc
- Vanessa Paradis
- Sophie Marceau
- Jean-Claude Petit
- Marianne Faithfull
- Jean-Pierre Bourtayre

## Sélection
- Festival du film de Cabourg 2019[1]